# Ismena (imię)
Ismena (stgr. Ἰσμήνη) – imię żeńskie pochodzące od postaci Ismeny, postaci z greckiej mitologii, córki Edypa i Jokasty. Wywodzi się od stgr. ισμη (isme), co oznacza wiedzę.
Ismena imieniny obchodzi 29 stycznia.
Znane osoby o imieniu Ismena:
- Ismena – postać mitologiczna